# Juan Cuadrado
Juan Guillermo Cuadrado Bello (n. 26 mai 1988, Necoclí, Antioquia, Columbia) este un fotbalist columbian, care joacă pe post de fundaș lateral la Atalanta în Serie A. Pe plan internațional, are prezențe la națională pentru Columbia.

## Statistici carieră

### Club
La 18 octombrie 2017
| Club                   | Sezon         | Campionat      | Campionat      | Campionat      | Cupă          | Cupă          | Cupa ligii | Cupa ligii | Europa        | Europa        | Altele  | Altele | Total   | Total  |
| Club                   | Sezon         | Division       | Meciuri        | Goluri         | Meciuri       | Goluri        | Meciuri    | Goluri     | Meciuri       | Goluri        | Meciuri | Goluri | Meciuri | Goluri |
| Columbia               | Columbia      | League         | League         | League         | Copa Colombia | Copa Colombia | League Cup | League Cup | South America | South America | Other   | Other  | Total   | Total  |
| ---------------------- | ------------- | -------------- | -------------- | -------------- | ------------- | ------------- | ---------- | ---------- | ------------- | ------------- | ------- | ------ | ------- | ------ |
| Independiente Medellín | 2008          | 21             | 2              | 0              | 0             | —             | —          | —          | —             | —             | —       | 21     | 2       |        |
| Independiente Medellín | 2009          | 9              | 0              | 0              | 0             | —             | —          | 2          | 0             | —             | —       | 11     | 0       |        |
| Independiente Medellín | Total         | Total          | 30             | 2              | 0             | 0             | —          | —          | 2             | 0             | —       | —      | 32      | 2      |
| Italia                 | Italia        | Serie A        | Serie A        | Serie A        | Coppa Italia  | Coppa Italia  | League Cup | League Cup | Europa        | Europa        | Other   | Other  | Total   | Total  |
| Udinese                | 2009–10       | Serie A        | 11             | 0              | 1             | 0             | —          | —          | —             | —             | —       | —      | 12      | 0      |
| Udinese                | 2010–11       | Serie A        | 9              | 0              | 3             | 0             | —          | —          | —             | —             | —       | —      | 12      | 0      |
| Udinese                | Total         | Total          | 20             | 0              | 4             | 0             | —          | —          | —             | —             | —       | —      | 24      | 0      |
| Lecce (loan)           | 2011–12       | Serie A        | 33             | 3              | 0             | 0             | —          | —          | —             | —             | —       | —      | 33      | 3      |
| Fiorentina             | 2012–13       | Serie A        | 36             | 5              | 4             | 0             | —          | —          | —             | —             | —       | —      | 40      | 5      |
| Fiorentina             | 2013–14       | Serie A        | 32             | 11             | 3             | 1             | —          | —          | 8             | 3             | —       | —      | 43      | 15     |
| Fiorentina             | 2014–15       | Serie A        | 17             | 4              | 1             | 1             | —          | —          | 5             | 1             | —       | —      | 23      | 6      |
| Fiorentina             | Total         | Total          | 85             | 20             | 8             | 2             | —          | —          | 13            | 4             | —       | —      | 106     | 26     |
| Juventus               | 2015–16       | Serie A        | 28             | 4              | 4             | 0             | —          | —          | 8             | 1             | —       | —      | 40      | 5      |
| Juventus               | 2016–17       | Serie A        | 30             | 2              | 3             | 0             | —          | —          | 12            | 1             | 0       | 0      | 45      | 3      |
| Juventus               | 2017–18       | Serie A        | 6              | 1              | 0             | 0             | —          | —          | 2             | 0             | 1       | 0      | 9       | 1      |
| Juventus               | Total         | Total          | 64             | 7              | 7             | 0             | —          | —          | 22            | 2             | 1       | 0      | 94      | 9      |
| Anglia                 | Anglia        | Premier League | Premier League | Premier League | FA Cup        | FA Cup        | League Cup | League Cup | Europa        | Europa        | Altele  | Altele | Total   | Total  |
| Chelsea                | 2014–15       | Premier League | 12             | 0              | —             | —             | 1          | 0          | 1             | 0             | —       | —      | 14      | 0      |
| Chelsea                | 2015–16       | Premier League | 1              | 0              | 0             | 0             | 0          | 0          | 0             | 0             | —       | —      | 1       | 0      |
| Chelsea                | 2016–17       | Premier League | 0              | 0              | 0             | 0             | 0          | 0          | 0             | 0             | —       | —      | 0       | 0      |
| Chelsea                | Total         | Total          | 13             | 0              | 0             | 0             | 1          | 0          | 1             | 0             | —       | —      | 15      | 0      |
| Total carieră          | Total carieră | Total carieră  | 245            | 32             | 19            | 2             | 1          | 0          | 38            | 6             | 1       | 0      | 304     | 40     |

### Goluri internaționale
| #  | Data           | Stadion                                                    | Oponent   | Scor | Rezultat | Competiția                         |
| -- | -------------- | ---------------------------------------------------------- | --------- | ---- | -------- | ---------------------------------- |
| 1. | 3 Sept 2010    | Estadio José Antonio Anzoátegui, Puerto la Cruz, Venezuela | Venezuela | 0–1  | 0–2      | Meci amical                        |
| 2. | 29 Feb 2012    | Miami Gardens, Florida, SUA                                | Mexic     | 0–2  | 0–2      | Meci amical                        |
| 3. | 15 Nov 2012    | MetLife Stadium, New Jersey, SUA                           | Brazilia  | 0–1  | 1–1      | Meci amical                        |
| 4. | 6 iunie 2014   | Estadio Nuevo Gasómetro, Buenos Aires, Argentina           | Iordania  | 2-0  | 3–0      | Meci amical                        |
| 5. | 24 iunie 2014  | Arena Pantanal, Cuiabá, Brazilia                           | Japonia   | 0–1  | 1–4      | Campionatul Mondial de Fotbal 2014 |
| 6. | 29 mai 2016    | Marlins Park, Miami, United States                         | Haiti     | 2–1  | 3–1      | Amical                             |
| 7. | 28 martie 2017 | Estadio Olímpico Atahualpa, Quito, Ecuador                 | Ecuador   | 2–0  | 2–0      | Calificări pentru CM 2018          |
| 8. | 24 iunie 2018  | Kazan Arena, Kazan, Russia                                 | Polonia   | 3–0  | 3–0      | Campionatul Mondial de Fotbal 2018 |